# Шапка (микология)
Шапката в микологията е спороносната част от плодното тяло на гъбите. Върху нейната горна или долна повърхност е разположен спорообразуващия слой (химений).
Шапките могат да приемат най-различни форми, които се променят в хода на развитието на гъбата. Една от най-разпространените форми е полукълбовидната. Полукълбовидните шапки често продължават да се уголемяват, докато станат плоски в зрелия си етап. Други имат характерна изпъкнала средна част.

## Примери
|  |  |  |  |  |

|  |  |  |  |  |